# Uperogonalia reducta
Uperogonalia reducta är en insektsart som beskrevs av Young 1977. Uperogonalia reducta ingår i släktet Uperogonalia och familjen dvärgstritar. Inga underarter finns listade i Catalogue of Life.